# Tátraháza
Tátraháza (szlovákul: Mlynčeky) község Szlovákiában, az Eperjesi kerületben, a Késmárki járásban.

## Fekvése
Késmárktól 6 km-re északnyugatra, a Késmárki-Fehér-víz partján fekszik.

## Története
A település az egykori késmárki városi majorból és a malomból nőtt faluvá a 18. században. A 19. században a Magurán túlról újabb telepesek érkeztek. Lakói földműveléssel, fakitermeléssel foglalkoztak, később a környék üzemeiben dolgoztak. A 19. század végétől a megnövekedett idegenforgalom miatt turistaszállók, éttermek, fürdő és park épült. Halastavai 1884-ben létesültek. 1913-ban a falut gyermekgyógyászati központtá építették ki. 1956-ig Késmárk városához tartozott, amikor önálló községgé alakult. Mára egyre inkább üdülőfalu jelleget ölt, melyben központi szerepet játszik a gyermeküdültetés.

## Népessége
| Év:            | 1994. | 2004.    | 2014.   | 2024.   |
| -------------- | ----- | -------- | ------- | ------- |
| Emberek száma: | 535   | 620      | 657     | 710     |
| Eltérés:       |       | +15,88 % | +5,96 % | +8,06 % |

| Év:            | 2023. | 2024.   |
| -------------- | ----- | ------- |
| Emberek száma: | 706   | 710     |
| Eltérés:       |       | +0,56 % |

2001-ben 584 lakosából 575 szlovák volt.
2011-ben 652 lakosából 616 szlovák.

## Nevezetességei
- Keresztelő Szent János tiszteletére szentelt római katolikus temploma 1970-ben épült.
- Erdei iskola működik itt, emellett egyéb üdülési létesítmények is megtalálhatók.
- Halastavaiba lazacot, pisztrángot telepítettek.